# Johanna Lankau
Johanna Marie Auguste Lankau (* 14. Dezember 1866 in Dresden; † 9. November 1921 ebenda) war eine deutsche Schriftstellerin. Sie schrieb auch unter dem Pseudonym Johanna Iram.

## Leben
Lankau wurde 1866 in Dresden geboren. Bereits im Alter von vier Jahren verlor sie ihren Vater. Von 1884 bis 1888 besuchte Lankau das königliche Seminar in Dresden und ließ sich als Lehrerin ausbilden. Bis 1892 war sie als Erzieherin einer adeligen Familie tätig und unternahm mit dieser Reisen nach Tirol, Italien und weite Teile Deutschlands. Nach dem Tod ihrer Mutter ließ sie sich um 1894 endgültig in Dresden nieder, wo sie als Schriftstellerin und Lehrerin wirkte und 1921 nach schwerer Krankheit verstarb.
Lankau sprach fließend Englisch, Französisch, Italienisch und Dänisch und war als Übersetzerin von Werken Jerome K. Jeromes tätig. Diese Übersetzung lobte das Dresdner Journal 1902: „(...) denn ohne der Darstellung von ihrer Eigenart das Mindeste zu nehmen, ist die Uebersetzung eine vollkommen freie und die Beherrschung der Sprache eine so sorgfältige, dass sich die Erzählungen lesen als ob man meint, man habe es nicht mit einer Uebersetzung, sondern mit einer Originalarbeit zu thun.“ Ab 1894 schrieb sie für verschiedene Zeitungen, darunter die Illustrierte Frauenzeitung, die Deutsche Frauenzeitung, Lina Morgensterns Deutsche Hausfrauen-Zeitung und die Fliegenden Blätter, die in München erschienen. Viele Jahre lang war sie eine Mitarbeiterin des Dresdner Anzeigers. 1915 schrieb sie im nationalistisch euphorischen Zeitgeist ein Gedicht auf Hindenburg, welches als Postkarte erschien. 1916 wurde sie in den Vorstand der Ortsgruppe Dresden des Schutzverbandes deutscher Schriftsteller gewählt. In der Todesanzeige in der Sächsischen Staatszeitung vom 12. November 1921 heißt es außerdem: „Die Verstorbene, ein Dresdner Kind, hat mit viel Umsicht lange Zeit die Blätter der Zentrale für Jugendfürsorge geleitet.“

## Werke
- Herz Sieben. (Sieben Geschichten: Basilikum; Eine Rose!; Das Stallkindel; Der Beichtzettel; Eine Puppengeschichte; Sein erster Schmerz; Arme Gerlach.) 1897.[7]
- John Ingerfield u. andere Erzählungen von Jerome K(lapka) Jerome. Übers. von Johanna Marie Lankau. Gesenius, Halle 1902.
- Lust und Leid der Backfischzeit. Erzählungen. (Mit Margarete Relbin) Bagel, Mühlheim 1904.
- Eva auf Reisen und andere Novellen für junge Mädchen. (Mitarb.) Bagel, Mühlheim 1904.
- Der kleine Pan. Roman. 1905.[8]
- Rübezahls Patenkind. Weihnachtsmärchenspiele. Holze & Pahl, Dresden 1908.
- Dresdner Spaziergänge. Mit 399 Abbildungen nach Photographien. Holze & Pahl, Dresden 1912.
- Herz, wähle du. Gedichte. 1912.[9]
- Des lieben Gottes Stube. In: Der Volksschullehrer 7, 1913, S. 625ff. (Digitalisat)
- Gedichte. Sächsischer Heimatdichter-Verein, Dresden 1917.
- Peter Muchel. Geschichte einer Jugend. Laube, Dresden 1921. (Digitalisat)